# Aigle du Caucase
Pour les articles homonymes, voir Aigle (homonymie) et Éthon.
Dans la mythologie grecque, on désigne par le nom d’aigle du Caucase, le rapace qui, sur l'ordre de Zeus, rongeait chaque jour le foie de Prométhée alors que celui-ci était enchaîné. Ce dernier subissait ce calvaire pour avoir donné le feu aux hommes. Il est surnommé le « chien ailé de Zeus » par Eschyle (Prométhée enchaîné,  1021-1025). L'aigle du Caucase passait pour le fils de Typhon et d'Échidna. Il fut tué par Héraclès, qui délivra ensuite Prométhée.

## Sources
- Pseudo-Apollodore, Bibliothèque [détail des éditions] [lire en ligne] (II, V, 11).
- Apollonios de Rhodes, Argonautiques [détail des éditions] [lire en ligne] (II, 1247).
- Diodore de Sicile, Bibliothèque historique [détail des éditions] [lire en ligne] (IV, 15, 2).
- Hésiode, Théogonie [détail des éditions] [lire en ligne] (v. 527).
- Hygin, Fables [détail des éditions] [(la) lire en ligne] (XXXI).
- Quintus de Smyrne, Suite d'Homère [détail des éditions] [lire en ligne] (X, 200).